# مولووین
مولووین (به لاتین: Molovin) یک منطقهٔ مسکونی در کرواسی است که در Šid Municipality واقع شده‌است. مولووین ۲۹۸ نفر جمعیت دارد.